# Överklintens kyrka
Överklintens kyrka är en kyrkobyggnad i byn Överklinten. Den tillhör sedan år 2000 Bygdeå församling i Luleå stift. Kyrkan är belägen vid Rickleån cirka 10 km nordväst om Robertsfors tätort.
Kyrkan byggdes i nygotik 1902-1904. Den är en så kallad långhuskyrka med avsmalnande kor och torn i väster och liknar dåvarande Robertsfors brukskyrka, vilken revs 1956. Långväggarna indelas exteriört av pilastrar.
År 1939-1940 byggdes kyrkan om efter ritningar av Knut Nordenskjöld. Tornet byggdes om, fick raka väggar och en fyrsidig spetsig tornspira. Långhusets tak belades med tegel medan torntaket belades med skiffer.
Själva kyrkorummet är täckt med tunnvalv.

## Inventarier
- Altartavlan är målad 1905 av Johan Saedén i Bygdeå och har motiv ur Matteusevangeliet.
- Nuvarande predikstol, altaruppsats, dopfunt, lampetter, nummertavla, samt obelisker har tillkommit vid ombyggnaden 1939-1940.